# Sarah Bolger
Sarah Lee Bolger (Dublino, 28 febbraio 1991) è un'attrice irlandese.
È famosa per aver interpretato il ruolo di Maria Tudor nella serie televisiva I Tudors, la principessa Aurora nella serie C'era una volta per aver recitato nel film In America - Il sogno che non c'era assieme alla sorella minore Emma.

## Biografia
Nata a Dublino, è figlia di Monica e Derek Bolger, macellaio. Sua sorella, Emma Bolger, è anche lei un'attrice e ha interpretato insieme a Sarah il film In America diretto da Jim Sheridan. Ha frequentato la Loreto High School, Beaufort a Rathfarnham dal 2003 al 2009.
Sarah Bolger viene notata per la prima volta all'età di quattro anni, quando l'insegnante di arte drammatica Ann Kavanagh la indica come "una ragazza da tenere d'occhio". All'età di sette anni già recita nel film per la TV A Love Divided, che ha segnato il suo debutto nel mondo della recitazione.
Sarah è diventata famosa al grande pubblico per aver interpretato, assieme alla sorella Emma, il ruolo della figlia di Samantha Morton nel film In America - Il sogno che non c'era di Jim Sheridan. In origine era sua sorella Emma a partecipare all'audizione per la parte di Ariel ed è stata proprio lei a proporre Sarah per il ruolo di Christy. Nonostante le riserve del regista (nella sceneggiatura originale il personaggio di Christy doveva avere 14 anni, mentre Sarah ne aveva solo 10 all'epoca dell'audizione), la Bolger riuscì ad ottenere il ruolo. La sua performance riceve critiche positive e viene nominata a molti premi, tra cui lo Screen Actors Guild Award e l'Independent Spirit Award per la miglior attrice non protagonista.
Negli anni successivi a In America, Bolger consolida la sua presenza a Hollywood, recitando in film come Alex Rider: Stormbreaker a fianco di Alex Pettyfer e Mickey Rourke, e soprattutto Spiderwick - Le cronache, accanto a Freddie Highmore, Mary-Louise Parker e Nick Nolte. Per il suo ruolo in Spiderwick - Le cronache, viene nominata come miglior attrice non protagonista agli Irish Film and Television Awards.
Nel 2008 viene scelta per interpretare il ruolo di Maria Tudor nella serie televisiva I Tudors, con Jonathan Rhys-Meyers. Ha ricoperto il ruolo fino al 2010, anno di chiusura della serie. Ha poi preso parte al film The Moth Diaries, uscito nel 2011, nel ruolo della protagonista Rebecca e ha doppiato nella versione inglese il personaggio di Umi Matsuzaki, la protagonista del famoso cartone giapponese La Collina dei Papaveri di Gorō Miyazaki.
A partire dal 2012 recita nella serie statunitense della ABC C'era una volta, nel ruolo della principessa Aurora, la Bella Addormentata nel bosco, accanto all'attore inglese Julian Morris, il quale recita nella parte del Principe Filippo. Nel 2013 recita il ruolo della bella Jules nel teen movie 'Crush' accanto a Lucas Till.
Nel 2015 prende parte al cast della serie televisiva Into the Badlands, nel ruolo di Jade, mentre a partire dal 2018 recita in Mayans M.C. interpretando la parte di Emily Thomas.

## Filmografia

### Attrice

#### Cinema
- A Love Divided, regia di Syd Macartney (1999)
- In America - Il sogno che non c'era (In America), regia di Jim Sheridan (2002)
- Ritorno a Tara Road (Tara Road), regia di Gillies MacKinnon (2005)
- Premonition, regia di Renata Adamidov – cortometraggio (2005)
- Alex Rider: Stormbreaker (Stormbreaker), regia di Geoffrey Sax (2006)
- Spiderwick - Le cronache (The Spiderwick Chronicles), regia di Mark Waters (2008)
- Iron Cross, regia di Joshua Newton (2010)
- The Moth Diaries, regia di Mary Harron (2011)
- Crush, regia di Malik Bader (2013)
- Connemara Days, regia di Kevin Connor (2013)
- As Cool as I Am, regia di Max Mayer (2013)
- Kiss Me, regia di Jeff Probst (2014)
- The Lazarus Effect, regia di David Gelb (2015)
- My All American, regia di Angelo Pizzo (2015)
- Emelie, regia di Michael Thelin (2015)
- Halal Daddy, regia di Conor McDermottroe (2017)
- Perfect-Lover.com 2036, regia di Yi-chi Lien – cortometraggio (2018)
- End of Sentence, regia di Elfar Adalsteins (2019)

#### Televisione
- Innamorarsi a Venezia (A Secret Affair), regia di Bobby Roth – film TV (1999)
- The Clinic – serie TV, episodi 2x04-2x06 (2004)
- Stardust – miniserie TV, puntate 1-2 (2006)
- I Tudors (The Tudors) – serie TV, 23 episodi (2008-2010)
- Locke & Key, regia di Mark Romanek – film TV (2011)
- C'era una volta (Once Upon a Time) – serie TV, 16 episodi (2012-2015)
- Gilded Lilys, regia Brian Kirk – film TV (2013)
- Mixology – serie TV, episodio 1x01 (2014)
- Into the Badlands – serie TV, 11 episodi (2015-2017)
- Agent Carter – serie TV, episodi 2x01-2x02-2x05 (2016)
- Counterpart – serie TV, 5 episodi (2018)
- Mayans M.C. – serie TV, 20 episodi (2018-2023)

### Doppiatrice
- The Spiderwick Chronicles – videogioco (2008)
- BioShock 2 – videogioco (2010)
- La collina dei papaveri (Kokuriko-zaka kara), regia di Gorō Miyazaki (2011)

## Riconoscimenti
- 2004 – Phoenix Film Critics Society Awards
  - Miglior giovane attrice protagonista o non protagonista per "In America - Il sogno che non c'era"

- 2004 – Critics Choice Awards
  - Nomination Miglior giovane attrice per "In America"

- 2004 – Independent Spirit Awards
  - Nomination Miglior attrice non protagonista per "In America"

- 2004 – Screen Actors Guild Awards
  - Nomination Miglior cast in un film per "In America" (nomination condivisa con il resto del cast)

- 2009 – Festival di Berlino
  - Shooting Stars Award

- 2009 – Irish Film and Television Awards
- Nomination Miglior attrice non protagonista per "Spiderwick - Le cronache"

- 2010 – Irish Film and Television Awards
  - Miglior attrice non protagonista in una serie televisiva per "I Tudors"

## Doppiatrici italiane
Nelle versioni in italiano delle opere in cui ha recitato, Sarah Bolger è stata doppiata da:
- Gemma Donati in Spiderwick - Le cronache, C'era una volta, Agent Carter, Mayans M.C.
- Rossa Caputo ne In America - Il sogno che non c'era, The Lazarus Effect, Emelie
- Veronica Puccio ne I Tudors, The Moth Diaries
- Valentina Favazza in Into the Badlands